# Camponotus radamae
Camponotus radamae é uma espécie de inseto do gênero Camponotus, pertencente à família Formicidae.